# Euxoa perolivalis
Euxoa perolivalis là một loài bướm đêm trong họ Noctuidae.